# Giuseppe Parini
 Giuseppe Parini  (* 22. Mai 1729 in Bosisio; † 15. August 1799 in Mailand) war italienischer Lyriker und Satiriker.

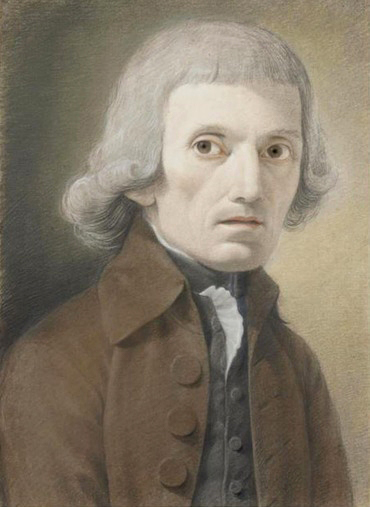
Giuseppe Parini

## Leben
Parini zeigte schon frühzeitig ungewöhnliche Talente und widmete sich anfangs dem Studium der Theologie, musste aber, durch eine schwere Krankheit zum Teil gelähmt, auf den geistlichen Beruf verzichten und wandte sich daher der Literatur zu.
Nachdem seine ersten poetischen Arbeiten ziemlich unbeachtet geblieben waren, trat er 1763 mit einem didaktisch-satirischen Gedicht: Il mattino, auf, welches seinen Ruhm begründete. Zwei Jahre später folgte als Fortsetzung Il mezzogiorno; aber erst nach seinem Tod wurden Il Vespro und La notte bekannt gemacht.
Diese vier Gedichte, in welchen das müßige, frivole und lasterhafte Leben des mailändischen Adels mit der feinsten Ironie gegeißelt wird, bilden somit ein Ganzes unter dem gemeinsamen Titel: Il giorno und gehören zu den vortrefflichsten der neuern italienischen Literatur.
Die Mailänder Aristokratie fühlte sich dadurch tief verletzt, und Parini würde sich ernstlichen Verfolgungen ausgesetzt gesehen haben, wenn er nicht an dem österreichischen Gouverneur der Lombardei, Grafen Karl Joseph Firmian, einen Beschützer gefunden hätte.
Dieser übertrug ihm die Redaktion der Gazzetta milanese und ernannte ihn zum Professor der Poesie und Beredsamkeit an der palatinischen Schule in Mailand und nach Aufhebung derselben 1769 zum Lehrer am Gymnasium der Brera. Später wurde er Direktor dieser Anstalt.
Nach der französischen Invasion wurde Parini Mitglied der Mailänder Munizipalität, verlor jedoch dies Amt nach der Rückkehr der Österreicher.
Treffender Witz und Ironie, originelle Phantasie, blühender, kraftvoller Stil und eine meisterhafte Versifikation (Versbildung) zeichnen sein Hauptwerk aus. Seine übrigen Poesien stehen zum Teil weit hinter demselben zurück, und nur unter seinen Oden sind einige vortreffliche. Der Giorno ist sehr oft gedruckt worden.
Sein Heimatort Bosisio wurde zu Ehren des Dichters in Bosisio Parini umbenannt. In Mailand ist das staatliche Gymnasium Liceo classico Giuseppe Parini nach ihm benannt.

## Libretto
- Ascanio in Alba. Serenata teatrale (Oper) in 2 Akten. Musik: Wolfgang Amadeus Mozart. UA 17. Oktober 1771 Mailand (Teatro Ducale)